# لانودین
لانودین (به انگلیسی: Llanwddyn) یک منطقهٔ مسکونی در بریتانیا است که در پویس واقع شده‌است. لانودین ۲۵۷ نفر جمعیت دارد.